# 乳斑棘鱗魚
乳斑棘鱗魚，又稱白斑金鱗魚，俗名白鱗甲，是輻鰭魚綱金眼鯛目金鱗魚科的一個種。

## 分布
本魚分布於印度太平洋區，西起紅海、南非，東至復活節島、夏威夷，北起南日本、琉球群島，南迄澳洲北部及鄰近島嶼。

## 深度
水深20至50公尺。

## 特徵
本魚體呈銀白色，背部稍暗，在背鰭鰭棘部外側有紅色寬帶。背鰭最後一棘最短，與第一軟條不相接。有孔之側線鱗片40枚以上，外鼻孔邊緣無棘。尾柄部無銀灰色斑塊。體長可達23公分。

## 生態
本魚棲息在珊瑚礁區，為夜行性魚類，晝間在礁洞內棲息，夜間則外出覓食，以小蝦蟹為食物。

## 經濟利用
食用魚，不易剝鱗，適宜碳烤食用。